# Cetățuia (okręg Giurgiu)
Cetățuia – wieś w Rumunii, w okręgu Giurgiu, w gminie Găujani. W 2011 roku liczyła 220 mieszkańców.